# Церковь Благовещения Пресвятой Богородицы в Яковлевском
Церковь Благовещения Пресвятой Богородицы в Яковлевской слободе (Яковлевско-Благовещенский храм) — приходской храм Северной благочиния Ярославской епархии Русской православной церкви в Заволжском районе Ярославля, в бывшем селе Яковлевское. Памятник архитектуры. Современное здание возведено в 1769—1778 года.

## История храма
Своё начало история прихода берет в глубокой древности. Согласно преданию, на месте Яковлевско-Благовещенского храма в XIV веке располагался монастырь в честь святого апостола Иакова, брата Господня. Об этом свидетельствуют Святые Врата с южной стороны церковной ограды, характерные для монастырей.
Сведения о двух приходских деревянных храмах Яковлевской слободы (веси Яковлевской) относятся к первой половине XVI века. Из них узнаем, что в храме, носящем имя святого апостола Иакова, брата Божия, служил священник Харитон, отец будущего святителя Феодосия Астраханского.
Из архивных документов следует, что каменный Яковлевско-Благовещенский храм построен в 1769 году на средства прихожан. Летний храм с высоким сводом в честь Благовещения Пресвятой Богородицы был освящен в 1778 году по благословению архиепископа Самуила (эта часть храма на зиму закрывалась). Зимний храм во имя апостола Иакова, соединенный аркой с летним, и колокольню освятили в 1783 году.
В конце XIX века храм был украшен настенной живописью; в начале следующего века — вызолочен иконостас, высеребрены ризы, подсвечники и вся церковная утварь.
Приход храма к тому времени включал более десятка деревень. В Яковлевской слободе и в трех дальних деревнях прихода работали церковно-приходские школы.
По архивным документам и изданиям XIX века, нынешний каменный Яковлевско-Благовещенский храм был построен на средства прихожан в 1769 году. Храмозданная надпись на южной стене холодного храма гласит: «Во Славу Святыя Единосущныя и Животворящия Троицы. В конце 14 века или в начале 15 века на месте непроходимых болот и лесов был воздвигнут деревянный небольшой монастырь в честь апостола Иакова брата Господня, который существовал до 17 века, когда поляки появились временем на Руси и разоряли пределы градов Ярославля и Костромы. На месте разоренного монастыря устроен деревянный приходской храм в пределах монастырской Яковлевской слободы. Сей каменный храм во имя Благовещения Пресвятой Богородицы и святаго апостола Иакова брата Господня основан в 1778 году усердием прихожан на месте деревянного храма. Сначала устроен летний храм. Зимний храм и колокольня устроены окончательно в 1783 году. Алтари освящены по благословению Самуила, архиепископа Ростовского и Ярославского».
Как видим, храмозданная надпись указывает другие даты постройки храма, чем архивные документы XIX века: в 1778 году по благословению архиепископа Самуила освящен летний храм; а зимний в трапезе, соединяющейся аркой с холодной церковью и колокольня — в 1783 году. Можно предположить, что возведение церковного здания началось в 1769 году, а освящение престолов происходило по мере завершения благоустройства всех его объёмов. К сожалению, документальных источников, подтверждающих сообщение надписи о существовавшем на этом месте монастыре до нашего времени не сохранилось. Однако существует ряд свидетельств: одно из них — Святые Врата.
Первое документальное упоминание храмов в этой части Заволжского стана Ярославского уезда, найдено Н. Н. Обнорской в книге «Письма и меры Валтасара Елизарова да подьячего Ондрея Горохова» 1602 года: «А на [Яковлевском] погосте церковь Благовещенья Пречистой Богородицы, да другая церковь Иакова апостола, древяны клецки. А на церковной земле поп Сергей Тихонов, дьячок Ивашко Ортемов, пономарь Спирко, проскурница Марфица, да четыре келии нищих».
По посвящению второго храма в честь Апостола Иакова, к тому времени именовались и два поселения, располагавшиеся близ погоста (кладбища): Яковлевские слобода и слободка с более чем полусотней «непашенных торговых и мастеровых и бобыльских дворов». Среди жителей было распространено кожевенное ремесло. Позднее поселение становится крепостным селом, но продолжает именоваться Яковлевской слободой в память о прежних свободных временах. Жители слобод не были крепостными. В самой сущности слободы можно увидеть ещё одно свидетельство о монастыре.
Монастырь упоминается и известным краеведом XIX века В. Лествицыным в статье «Часовня близ Яковлевской слободы под Ярославлем». Описанное придание гласит о том, как в середине XIV века, некий костромской помещик, страдавший от тяжкой болезни, проезжал из Костромы в Ярославль. Остановившись на ночлег у Яковлевского монастыря, во сне он увидел исходящим из земли исцеляющий его Святой Крест. Проснувшись, помещик указывает открытое во сне место слугам, сопровождавшим его, и повелевает копать. Крест обретен! Приложившись к нему, болящий получает исцеление от Господа. «Помещик объявил, кому следует о случившемся чудесном излечении, и пожертвовал крест в Яковлевский монастырь, предшествовавший нынешней церкви Яковлевской слободы». В память об этом событии был утвержден Крестный ход в день празднования Воздвижения Честнаго и Животворящего Креста Господня — 27 сентября по новому стилю. Была сооружена часовня, сначала деревянная, а в начале XX века, на средства А. Нефедова, — каменная, освященная 18 октября 1904 года. Внутри часовни, на месте обретения креста, находился колодец. По традиции местные жители, «отправляясь в город на рынок, считали нужным бросить монету в кружку у дверей часовни, а возвращаясь домой, так же отблагодарить Господа за удачную торговлю».
Яковлевско-Благовещенский храм в советские времена не закрывался. Храм был обновлен в 1965, 1983, 1991, 2000 и 2012 г.г.
За последние годы в храме проведены значительные ремонтно-реставрационные работы (заменены купола, выполнен ремонт фасада храма, осуществлена реставрация монументальной настенной живописи), реконструировано здание Центра духовного просвещения и социальной деятельности.
Важными задачами пастырского служения являются: развитие приходской общины, миссионерской и просветительской деятельности, социального служения и работы с молодежью, а также сохранение исторического наследия и облика храма для будущих поколений.
В 2011 году настоятелем храма стал протоиерей Алексий Кириллов.